# 보성 어부 연쇄 살인 사건
보성 어부 연쇄 살인 사건은 전라남도 보성의 70대 어부 오종근이 자신의 배에 탄 여성을 성폭행 시도한 후, 그것을 은폐하기 위해 10~20대 남녀 총 4명을 2007년 8월과 9월에 걸쳐 잇달아 살해한 사건이다.

## 1차 범행
2007년 8월 31일 오후 5시, 전남 보성군 회천면 동율리 앞 우암선착장에서 어로 작업을 위해 출항 준비를 하던 오종근은 광주에서 관광 온 남녀 대학생 연인으로부터 배를 한 번 태워달라는 부탁을 받았다. 오종근은 이들을 태우고 30여분을 달려 자신의 어로작업장으로 가서 1시간 동안 어로 작업을 하였는데, 순간 여대생을 보며 유방을 만져보고 싶다는 욕정을 느껴 추행을 결심하고 남자 대학생을 바다에 밀어넣었다.
남자 대학생이 바다에서 배로 다시 올라오려고 하자, 오종근은 부표를 끌어당기기 위해 나무막대기에 갈고리를 단 어로장비인 삿갓대로 남자 대학생의 발목 등을 5회 내리쳐서 살해하였다. 이후 여대생의 신체를 애무하려고 시도했지만 여대생이 저항하자 마찬가지로 바다로 빠뜨린 후 삿갓대로 올라오지 못하게 하여 살해하였다.

## 2차 범행
1차 범행 후 25일이 지난 2007년 9월 25일 오전 11시 30분, 마찬가지로 우암선착장에서 어로 작업을 위해 출항 준비를 하던 오종근에게 경기도와 인천에서 추석을 맞아 여행 온 20대 여성 2명이 다가와 배를 태워달라고 요청했다. 오종근은 갑자기 여성 1명의 유방을 만졌고,여성 1명은 힘을 합쳐 반항하였다. 오종근과 피해자들은 뒤엉켜 몸싸움을 벌이다 3명 모두 바다에 빠졌다.
피해자 여성 중 1명은 곧바로 조류에 휩쓸리는 바람에 떠내려가고, 오종근은 헤엄을 쳐서 배에 올라왔다. 다른 피해자 여성 1명이 배로 올라오려고 했지만, 오종근은 범행을 은폐하기 위해 삿갓대로 여성을 바다로 밀어넣어 살해하였다.

## 재판과 이후
2010년 6월 10일, 대법원 3부(주심 안대희)는 관광객 4명을 연쇄 살해한 혐의로 기소된 오종근에게 사형을 선고한 원심을 확정하였다.이후 마을 사람들에 의하면 오종근의 장남은 2008년 자살했고 오 씨의 처는 보성읍을 떠나 서울에서 곱창집을 하던 딸네 집으로 갔다고 한다.
범인 오종근은 2024년 복역 도중 광주교도소에서 사망하였다.